# フラッシュフラッド
『フラッシュフラッド』（原題：Killer Flood: The Day the Dam Broke ）は、アメリカ合衆国の映画作品。

## キャスト
| 役名                           | 俳優                         | 日本語吹替 |
| ------------------------------ | ---------------------------- | ---------- |
| デヴィッド・アーサー・パウエル | ジョー・ランドー             | 平田広明   |
| ジョーダン・ウォーカー         | ブルース・ボックスライトナー | 土師孝也   |
| ガース・パウエル               | マシュー・イウォルド         | 鶴博幸     |
| ナタリー・パウエル             | ミシェル・グリーン           | 沢海陽子   |
| フランク                       | クリストファー・クリーサ     | 水野龍司   |
| ブルーム副保安官               | ジョシュア・J・マスターズ    | 広瀬正志   |
| ブルース                       | ダニー・ジョンソン           | 飯島肇     |
| テッド・メットカーフ保安官     | D・K・ケリー                 | 青山穣     |
| ダイアン・ゴンザーロ           | セレステ・オリヴァ           | 浅井晴美   |
| ジャニーン・マッケイ           | ラナ・ヤング                 | 庄司由季   |

- その他の声の吹き替え：田中英樹／中國卓郎